# 梅奥号驱逐舰
梅奥号驱逐舰（英語：USS Mayo，舷号：DD-422），是美国海军于第二次世界大战期间建造的一艘班森级驱逐舰，舰名取自在坦皮科事件中担当重要角色的亨利·托马斯·梅奥海军上将。
该舰由梅奥上将的儿媳C·G·梅奥夫人冠名，伯利恒钢铁公司负责修建。全舰于1938年5月16日在福尔河造船厂铺设龙骨，1940年3月26日下水。1940年9月18日，梅奥号驱逐舰正式服役。

## 设计与装备
早期本森级驱逐舰的船体与西姆斯级驱逐舰相似，但尺寸的提升使得该舰可额外负载50至60吨。为避免局部受损导致全舰瘫痪，本森级配备了两套锅炉与烟囱系统，为该级明显特征。该舰建造时配备有5座单装5英寸38倍径主炮、6座单装.50机枪和2座五联装21英寸鱼雷发射管。随着战争的进行，舰上1座主炮和1座鱼雷发射管被拆除，防空火力则获得了提升，.50机枪最终被替换为博福斯40毫米高射炮与厄利孔20毫米机炮，反潜方面也加装了新型深水炸弹投射器。

## 服役历史
1941年7月，梅奥号开始执行中立巡航任务，护送美国海军陆战队前往冰岛实施占领行动。《大西洋宪章》签署期间，梅奥号又前往纽芬兰的阿真舍海军基地附近巡逻，协助保障罗斯福总统和丘吉尔首相等人的安全。
随着美国正式加入第二次世界大战，梅奥号的任务也随之改变。1942年夏天起，她不再继续护送从波士顿出发的慢速商船，转而为纽约出发的快速运兵船提供护航。9月3日，威克菲尔德号运兵船失火，梅奥号迅速抵达现场并最终救起247名幸存者。11月12日，梅奥号被调往摩洛哥卡萨布兰卡协助掩护火炬行动的增援部队登陆。1942年末，她暂时退出护航任务，返回缅因州卡斯柯湾接受训练。
1943年8月，梅奥号和第7驱逐舰中队的其他舰只一起前往地中海加入第八舰队。9月8日，她为萨莱诺的滩头部队提供火力支援与防空掩护。1944年1月22日和24日，她又前往安齐奥进行支援。24日晚8时许，梅奥号触雷，爆炸在右舷吃水线上留下一个大洞并导致舰上7名船员牺牲，25人受伤。她随后被拖回那不勒斯进行紧急维修。3月3日，梅奥号踏上拖曳返回美国本土的旅程并于4月5日抵达布鲁克林造船厂，开始为期4个月的大修。
梅奥号在德国投降前又四次护送船队从美国前往欧洲。1945年5月5日，第7驱逐舰中队离开纽约前往西太平洋并在珍珠港加入第12.4特混舰队。6月20日，舰队的舰载机群在威克岛完成空袭训练。舰队抵达乌利西环礁后，梅奥号即开始数次前往冲绳的护航任务。8月24日，她开始为运输同盟国占领军的舰船提供护航，这批军队最终于9月2日抵达本州岛，随后她又护送更多驻扎菲律宾和冲绳的军队前往日本本土。11月5日，梅奥号从横滨出发返回美国，经加利福尼亚州圣迭戈，最终于12月7日抵达南卡罗来纳州查尔斯顿。
1946年3月18日，梅奥号退出现役，随后被转移至奥兰治封存。1971年12月1日，梅奥号驱逐舰自美国海军除籍，随后于1972年5月8日出售拆解。

## 荣誉
梅奥号驱逐舰在第二次世界大战中共获得2枚战斗之星：
| 战役或行动       | 日期（包含期间各任务段） |
| ---------------- | ------------------------ |
| 萨莱诺登陆战     | 1943年9月9日至21日       |
| 意大利西海岸战役 | 1944年1月22日至24日      |

## 参与护航行动列表
| 护航船队     | 日期                        | 附录                             |
| ------------ | --------------------------- | -------------------------------- |
| 第19特遣舰队 | 1941年7月1日-7日            | 英國入侵冰島后美国的军事部署行动 |
| HX 152       | 1941年9月30日-10月9日       | 美国正式参战前由纽芬兰至冰岛     |
| ON 26        | 1941年10月20日-29日         | 美国正式参战前由冰岛至纽芬兰     |
| HX 160       | 1941年11月17日-25日         | 美国正式参战前由纽芬兰至冰岛     |
| ON 41        | 1941年12月4日-14日          | 由冰岛至纽芬兰，期间美国正式参战 |
| HX 167       | 1941年12月29日-1942年1月7日 | 由纽芬兰至冰岛                   |
| ON 55        | 1942年1月15日-16日          | 由冰岛至纽芬兰                   |
| HX 175       | 1942年2月15日-25日          | 由纽芬兰至北爱尔兰               |
| ON 73        | 1942年3月6日-16日           | 由北爱尔兰至纽芬兰               |
| HX 182       | 1942年3月30日-4月7日        | 由纽芬兰至北爱尔兰               |
| ON 86        | 1942年4月14日-26日          | 由北爱尔兰至纽芬兰               |
| AT 18        | 1942年8月6日-17日           | 由纽约至克莱德湾                 |

## 历任舰长
| 姓名       | 译名                     | 军衔 | 任职时间                     |
| ---------- | ------------------------ | ---- | ---------------------------- |
|            | 坎贝尔·达拉斯·埃默里     | 少校 | 1940年9月18日                |
|            | 欧文·特里尔·杜克         | 中校 | 1941年9月14日                |
|            | 弗雷德里克·施罗姆·哈贝克 | 中校 | 1942年9月6日                 |
|            | 阿尔伯特·大卫·卡普兰     | 中校 | 1944年11月23日               |
|            | 韦恩·黑克尼斯二世        | 少校 | 1945年2月26日                |
|            | 亚瑟·博伊登·格利登       | 少校 | 1945年12月7日                |
|            | 韦恩·黑克尼斯二世        | 少校 | 1945年12月31日-1946年3月18日 |
| 参考文献： |                          |      |                              |